# Metody (Kondratjew)
Metody, imię świeckie Michaił Aleksandrowicz Kondratjew (ur. 10 listopada 1957 w Ufie) – rosyjski biskup prawosławny.

## Życiorys

### Działalność duszpasterska
Jest absolwentem Uniwersytetu Moskiewskiego na kierunku fizyka molekularna i chemiczna. Po uzyskaniu w 1982 dyplomu został wykładowcą fizyki na Baszkirskim Państwowym Uniwersytecie Medycznym w Ufie. Z pracy tej zrezygnował po dwóch latach. 6 grudnia 1984 złożył wieczyste śluby mnisze przed biskupem iwanowskim i kineszemskim Ambrożym, przyjmując imię zakonne Metody na cześć świętego mnicha Metodego Piesznoskiego. Jako mnich pomagał w działalność parafii we wsi Pietrowskoje (obwód iwanowski). 11 sierpnia 1985 biskup Ambroży udzielił mu święceń diakońskich, a 19 sierpnia tego samego roku wyświęcił go na hieromnicha i skierował do pracy duszpasterskiej w parafii św. Mikołaja w Grigorjewie. Trzy lata później został proboszczem parafii św. Jerzego w Gieorgijewskim. W 1992 otrzymał godność igumena.
W latach 1999–2004 w trybie zaocznym uczył się w seminarium duchownym w Moskwie. Do 2012 służył w eparchii iwanowo-wozniesienskiej, niezależnie od pracy na parafii był sekretarzem komisji dyscyplinarnej (2007–2012), sekretarzem sądu duchownego (2008–2011), członkiem komitetu eksperckiego przy komitecie ds. szkół eparchialnych (2009–2010), przewodniczącym sądu duchownego (2011–2012). Od 2012 służył w nowo powstałej eparchii kineszemskiej.
26 grudnia 2013 ogłoszona została jego nominacja na biskupa kamieńskiego i ałapajewskiego. W związku z tym w styczniu 2014 otrzymał godność archimandryty. Jego chirotonia biskupia odbyła się 25 stycznia w cerkwi św. Tatiany przy Uniwersytecie Moskiewskim, pod przewodnictwem patriarchy moskiewskiego i całej Rusi Cyryla.
28 grudnia 2018 r., w związku z utworzeniem eparchii ałapajewskiej, tytuł hierarchy uległ zmianie na „biskup kamieński i kamyszłowski”.

### Działalność na rzecz zwalczania narkomanii
Począwszy od 1998 zajmuje się terapią młodzieży uzależnionej od narkotyków. Początkowo działał w tym kierunku na terenie prowadzonej parafii, brał udział w konferencjach poświęconych zagadnieniom pomocy osobom uzależnionym. W latach 2010–2011 był przewodniczącym grupy eksperckiej, która opracowała dokument dotyczący zasad udziału Rosyjskiego Kościoła Prawosławnego w działaniach na rzecz pomocy uzależnionym. Od 2010 współpracuje z Synodalnym Wydziałem Cerkiewnej Działalności Charytatywnej i Służby Społecznej, kierując w jego ramach centrum ds. przeciwdziałania narkomanii. Brał udział w opracowywaniu porozumienia dot. współpracy między Cerkwią a Państwowym Komitetem Antynarkotykowym, podpisanego w 2010. W czerwcu 2011 został zastępcą współprzewodniczącego grupy roboczej powołanej wspólnie przez Cerkiew i tenże komitet. W lutym 2013 wszedł jako przedstawiciel Rosyjskiego Kościoła Prawosławnego do antynarkotykowej grupy roboczej przy Kolegium Pełnomocnego Przedstawiciela Prezydenta Federacji Rosyjskiej w Centralnym Okręgu federalnym.